# Gran Premio di Singapore
Il Gran Premio di Singapore è un Gran Premio di Formula 1 che si tiene a Singapore sul Singapore Street Circuit a partire dal 2008. Il primo Gran Premio di Singapore valido per la massima formula si è tenuto il 28 settembre 2008. È stata la prima gara di Formula 1 a disputarsi in notturna. Il circuito, progettato dall'architetto Hermann Tilke, si snoda lungo un percorso cittadino intorno a Marina Bay. Dalla sua nascita nel 2008, la pista ha ospitato un fine settimana di Formula 1 15 volte, senza gare nel 2020 e nel 2021.

## La storia

### Le origini
La prima gara organizzata a Singapore fu l'Orient Year Grand Prix nel 1961. L'anno successivo la gara assunse la denominazione di Gran Premio di Malesia, visto che Singapore faceva ancora parte della Federazione malese. Dopo l'indipendenza, nel 1965, la gara corsa sul circuito di Thomson Road, assunse la denominazione di Gran Premio di Singapore. Le gare venne effettuate fino al 1973, quando vennero definitivamente abbandonate anche a causa di due incidenti mortali accaduti nelle edizioni del 1972 e 1973. A ciò contribuì anche lo shock petrolifero seguito alla Crisi di Suez.

### L'arrivo della Formula 1

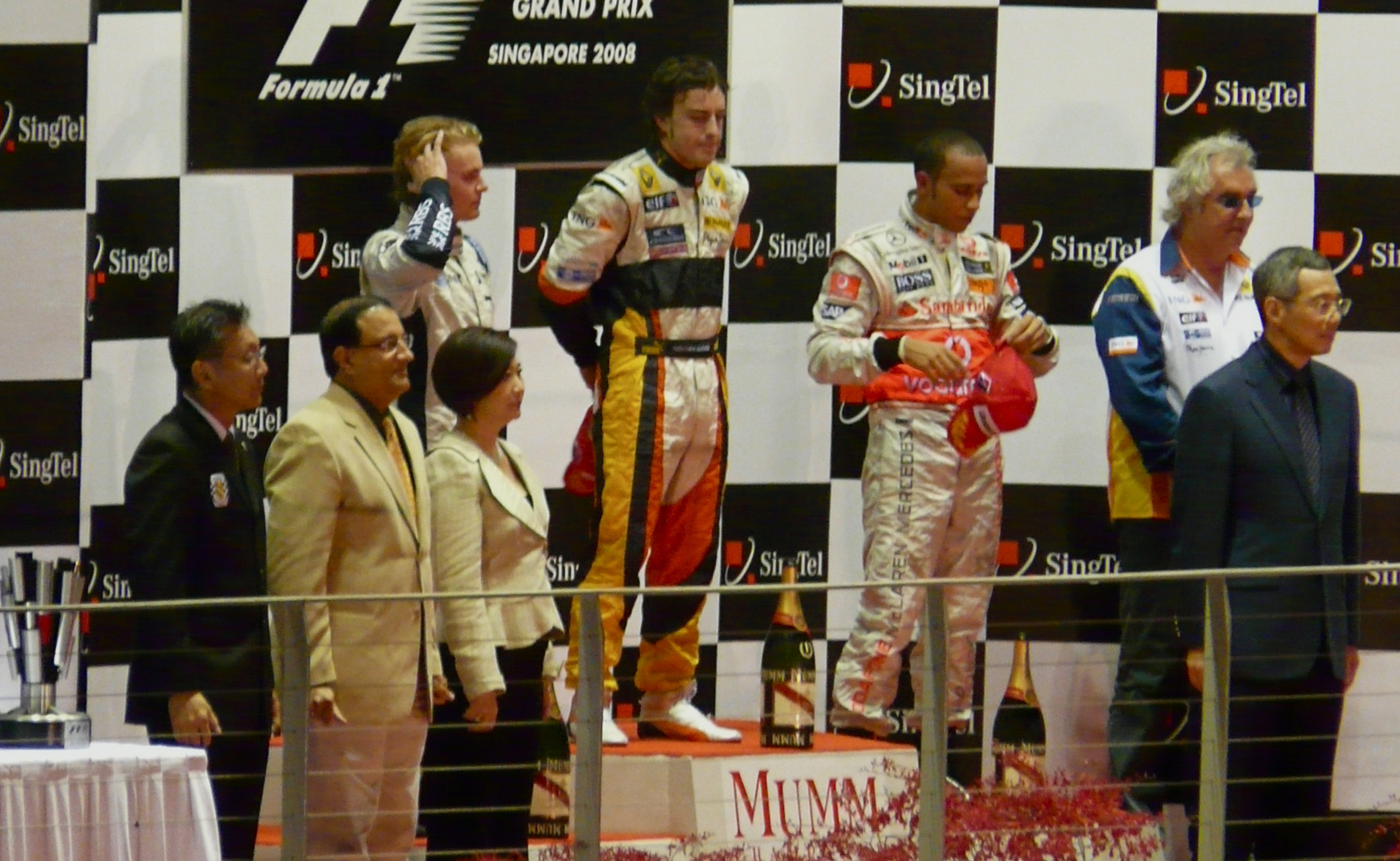
Il podio: da sinistra Nico Rosberg, Fernando Alonso e Lewis Hamilton

Singapore ospita una gara del mondiale di Formula 1 per la prima volta nel 2008. La scelta di correre con orario notturno si lega all'esigenza di garantire un orario comodo agli spettatori europei. Il tracciato è illuminato da oltre 1 600 proiettori di luce a led studiati in modo tale da evitare grandi problemi di visibilità per buio.
L'impianto di illuminazione del circuito è stato realizzato dall'italiano Valerio Maioli e poi gestito dalla DZ Engeneering di Forlì.
Il gran premio viene corso sulla base di un accordo quinquennale firmato tra la Singapore GP Pte Ltd, il Singapore Tourism Board e Bernie Ecclestone. Nel novembre 2007 viene annunciato che la società di telecomunicazioni Singapore Telecommunications (SingTel) sarà lo sponsor principale dell'evento. Il nome ufficiale della gara sarà perciò FORMULA 1 SingTel Singapore Grand Prix. La gara viene co-finanziata dal governo locale per circa il 60% delle spese. L'accordo di sponsorizzazione con la SingTel è stato prolungato fino al 2012.
Circa 110 000 biglietti sono stati stampati per questa gara. I primi biglietti sono stati messi in vendita da novembre 2007, dedicati agli sponsor e chi aveva intenzione di acquistare dei pacchetti di biglietti, mentre i biglietti singoli per i tre giorni sono stati messi in vendita da febbraio 2008; un mese dopo sono stati venduti i primi biglietti validi solo per la gara della domenica.

### Il Crashgate
Nel 2008, l'anno della prima edizione del gran premio, Fernando Alonso ha vinto davanti a Nico Rosberg. Il 30 agosto 2009, la FIA apre un'inchiesta sull'incidente accaduto a Nelson Piquet Jr., durante il tredicesimo giro della gara. La televisione brasiliana Rede Globo sostiene che l'incidente è stato fittiziamente causato al fine di favorire la vittoria di Fernando Alonso. La FIA ha convocato per il 21 settembre 2009 la Renault per esaminare il caso in questione; nella sentenza la FIA non modifica il risultato della gara pur squalificando Flavio Briatore e Pat Symonds, responsabili del team Renault.
Il 5 gennaio 2010 il Tribunal de grande instance di Parigi ha annullato la radiazione di Flavio Briatore, considerando come non regolare il procedimento istruito dalla FIA. La FIA dovrà inoltre versare a Briatore 15 000 € a titolo di risarcimento del danno. Anche Pat Symonds è stato riabilitato dalla sentenza. La FIA conferma comunque che la sua decisione resta in vigore fino al termine di tutti i possibili appelli. Il 12 aprile 2010 si giunge all'accordo definitivo tra FIA e Briatore e Symonds. La Federazione rinuncia nel proseguire con gli appelli e i due si assumono in parte la responsabilità dell'accaduto. Rimane la squalifica nei campionati FIA, fino al 31 dicembre 2011, e per la Formula 1, fino al 31 dicembre 2012.

### Le ultime edizioni

Mappa del circuito utilizzato dal 2023

La prima edizione si corse nel 2008 e fu vinta in maniera rocambolesca da Fernando Alonso su Renault; nel 2009 Lewis Hamilton scattò dalla pole position e condusse la gara dal primo giro alla bandiera a scacchi, dove fu seguito da Timo Glock e Fernando Alonso.
Lo spagnolo s'impose invece nell'edizione 2010, gara nel quale realizzò il suo primo Grand Chelem, ossia ottenne pole position, giro veloce, vittoria e condusse la gara dall'inizio alla fine (l'ultimo, in ordine di tempo, fu quello di Michael Schumacher nel Gran Premio d'Ungheria 2004).
L'edizione del 2011 vide Sebastian Vettel partire dalla pole position e condurre la gara dalla partenza alla bandiera a scacchi. Jenson Button e Mark Webber completarono il podio. Nel 2012 e nel 2013 ci furono altre due vittorie per Sebastian Vettel su Red Bull, che si ripeterà anche nel 2015 su Ferrari. In mezzo la vittoria di Hamilton in Mercedes nel 2014; il britannico vincerà anche nel 2017 e 2018.
Nell'edizione del 2019 ci fu la prima doppietta a Singapore, ad opera della Ferrari con Vettel davanti a Leclerc. Le edizioni 2020 e 2021, a causa della pandemia di COVID-19, non sono state disputate, diventando le prime edizioni senza il Gran Premio di Singapore dalla sua entrata in Formula 1 nella stagione 2008. L'edizione del 2022 stabilisce il nuovo record di presenze con 302 000 spettatori, battendo il record precedente di 300 000 spettatori registrato nell'edizione inaugurale del 2008. Essa viene vinta dal messicano Sergio Pérez su Red Bull, il primo pilota non campione del mondo a trionfare nel Gran Premio di Singapore valido per la Formula 1.
All'edizione del 2024 assistono 269 072 spettatori, per il terzo Gran Premio di Singapore con il più alto numero di presenze sul circuito di Marina Bay. È stata la prima gara, in quindici edizioni, senza l'intervento della safety car o dell'esposizione delle bandiere gialle.
L'edizione del 2026 ospita per la prima volta una delle sei Sprint del campionato.

## Albo d'oro
Lo sfondo rosa indica un evento non appartenente al Campionato mondiale di Formula 1.
| Anno        | Circuito      | Pilota           | Vettura          | Resoconto     |               |
| ----------- | ------------- | ---------------- | ---------------- | ------------- | ------------- |
| 1966        | Thomson Road  | Lee Han Seng     | Lotus-Ford       | Resoconto     |               |
| 1967        | Thomson Road  | Rodney Seow      | Merlyn–Ford      | Resoconto     |               |
| 1968        | Thomson Road  | Garrie Cooper    | Elfin-Ford       | Resoconto     |               |
| 1969        | Thomson Road  | Graeme Lawrence  | McLaren-Ford     | Resoconto     |               |
| 1970        | Thomson Road  | Graeme Lawrence  | Ferrari          | Resoconto     |               |
| 1971        | Thomson Road  | Graeme Lawrence  | Brabham-Ford     | Resoconto     |               |
| 1972        | Thomson Road  | Max Stewart      | Mildren-Waggott  | Resoconto     |               |
| 1973        | Thomson Road  | Vern Schuppan    | March-Hart       | Resoconto     |               |
| 1974 – 2007 | Non disputato | Non disputato    | Non disputato    | Non disputato | Non disputato |
| 2008        | Marina Bay    | Fernando Alonso  | Renault          | Resoconto     |               |
| 2009        | Marina Bay    | Lewis Hamilton   | McLaren-Mercedes | Resoconto     |               |
| 2010        | Marina Bay    | Fernando Alonso  | Ferrari          | Resoconto     |               |
| 2011        | Marina Bay    | Sebastian Vettel | Red Bull-Renault | Resoconto     |               |
| 2012        | Marina Bay    | Sebastian Vettel | Red Bull-Renault | Resoconto     |               |
| 2013        | Marina Bay    | Sebastian Vettel | Red Bull-Renault | Resoconto     |               |
| 2014        | Marina Bay    | Lewis Hamilton   | Mercedes         | Resoconto     |               |
| 2015        | Marina Bay    | Sebastian Vettel | Ferrari          | Resoconto     |               |
| 2016        | Marina Bay    | Nico Rosberg     | Mercedes         | Resoconto     |               |
| 2017        | Marina Bay    | Lewis Hamilton   | Mercedes         | Resoconto     |               |
| 2018        | Marina Bay    | Lewis Hamilton   | Mercedes         | Resoconto     |               |
| 2019        | Marina Bay    | Sebastian Vettel | Ferrari          | Resoconto     |               |
| 2020        | Non disputato | Non disputato    | Non disputato    | Non disputato |               |
| 2021        | Non disputato | Non disputato    | Non disputato    | Non disputato |               |
| 2022        | Marina Bay    | Sergio Pérez     | Red Bull-RBPT    | Resoconto     |               |
| 2023        | Marina Bay    | Carlos Sainz Jr. | Ferrari          | Resoconto     |               |
| 2024        | Marina Bay    | Lando Norris     | McLaren-Mercedes | Resoconto     |               |

## Statistiche
Le statistiche si riferiscono alle sole edizioni valide per il campionato del mondo di Formula 1 e sono aggiornate al Gran Premio di Singapore 2024.

### Vittorie per pilota
| Pos. | Pilota           | Vittorie |
| ---- | ---------------- | -------- |
| 1    | Sebastian Vettel | 5        |
| 2    | Lewis Hamilton   | 4        |
| 3    | Fernando Alonso  | 2        |
| 4    | Nico Rosberg     | 1        |
| =    | Sergio Pérez     | 1        |
| =    | Carlos Sainz Jr. | 1        |
| =    | Lando Norris     | 1        |

### Vittorie per costruttore
| Pos. | Costruttore | Vittorie |
| ---- | ----------- | -------- |
| 1    | Ferrari     | 4        |
| =    | Red Bull    | 4        |
| =    | Mercedes    | 4        |
| 4    | McLaren     | 2        |
| 5    | Renault     | 1        |

### Vittorie per motore
| Pos. | Motore   | Vittorie |
| ---- | -------- | -------- |
| 1    | Mercedes | 6        |
| 2    | Renault  | 4        |
| =    | Ferrari  | 4        |
| 4    | RBPT     | 1        |

### Pole position per pilota
| Pos. | Pilota           | Pole |
| ---- | ---------------- | ---- |
| 1    | Lewis Hamilton   | 4    |
| =    | Sebastian Vettel | 4    |
| 3    | Charles Leclerc  | 2    |
| 4    | Felipe Massa     | 1    |
| =    | Fernando Alonso  | 1    |
| =    | Nico Rosberg     | 1    |
| =    | Carlos Sainz Jr. | 1    |
| =    | Lando Norris     | 1    |

### Pole position per costruttore
| Pos. | Costruttore | Pole |
| ---- | ----------- | ---- |
| 1    | Ferrari     | 7    |
| 2    | McLaren     | 3    |
| =    | Mercedes    | 3    |
| 4    | Red Bull    | 2    |

### Pole position per motore
| Pos. | Motore   | Pole |
| ---- | -------- | ---- |
| 1    | Ferrari  | 7    |
| 2    | Mercedes | 6    |
| 3    | Renault  | 2    |

### Giri veloci per pilota
| Pos. | Pilota           | GPV |
| ---- | ---------------- | --- |
| 1    | Lewis Hamilton   | 3   |
| =    | Daniel Ricciardo | 3   |
| 3    | Fernando Alonso  | 2   |
| =    | Kevin Magnussen  | 2   |
| 5    | Kimi Räikkönen   | 1   |
| =    | Jenson Button    | 1   |
| =    | Nico Hülkenberg  | 1   |
| =    | Sebastian Vettel | 1   |
| =    | George Russell   | 1   |

### Giri veloci per costruttore
| Pos. | Costruttore | GPV |
| ---- | ----------- | --- |
| 1    | Mercedes    | 4   |
| 2    | Red Bull    | 3   |
| 3    | Ferrari     | 2   |
| =    | Haas        | 2   |
| 5    | Renault     | 1   |
| =    | McLaren     | 1   |
| =    | Force India | 1   |
| =    | RB          | 1   |

### Giri veloci per motore
| Pos. | Motore    | GPV |
| ---- | --------- | --- |
| 1    | Mercedes  | 6   |
| 2    | Ferrari   | 4   |
| 3    | Renault   | 3   |
| 4    | Tag Heuer | 1   |
| =    | RBPT      | 1   |

### Podi per pilota
| Pos. | Pilota           | Podi |
| ---- | ---------------- | ---- |
| 1    | Sebastian Vettel | 8    |
| 2    | Lewis Hamilton   | 7    |
| 3    | Fernando Alonso  | 5    |
| 4    | Daniel Ricciardo | 4    |
| 5    | Max Verstappen   | 3    |
| 6    | Nico Rosberg     | 2    |
| =    | Mark Webber      | 2    |
| =    | Jenson Button    | 2    |
| =    | Kimi Räikkönen   | 2    |
| =    | Charles Leclerc  | 2    |
| =    | Carlos Sainz Jr. | 2    |
| =    | Lando Norris     | 2    |
| 13   | Timo Glock       | 1    |
| =    | Valtteri Bottas  | 1    |
| =    | Sergio Pérez     | 1    |
| =    | Oscar Piastri    | 1    |

### Podi per costruttore
| Pos. | Costruttore | Podi |
| ---- | ----------- | ---- |
| 1    | Red Bull    | 15   |
| 2    | Ferrari     | 11   |
| 3    | McLaren     | 7    |
| =    | Mercedes    | 7    |
| 5    | Renault     | 2    |
| 6    | Williams    | 1    |
| =    | Toyota      | 1    |
| =    | Lotus       | 1    |

### Podi per motore
| Pos. | Motore    | Podi |
| ---- | --------- | ---- |
| 1    | Mercedes  | 14   |
| =    | Renault   | 12   |
| 3    | Ferrari   | 11   |
| 4    | Tag Heuer | 3    |
| 5    | Toyota    | 2    |
| =    | RBPT      | 2    |
| 7    | Honda     | 1    |

### Punti per pilota
| Pos. | Pilota           | Punti |
| ---- | ---------------- | ----- |
| 1    | Sebastian Vettel | 199   |
| 2    | Lewis Hamilton   | 164   |
| 3    | Fernando Alonso  | 114   |
| 4    | Daniel Ricciardo | 89    |
| 5    | Nico Rosberg     | 83    |
| 6    | Max Verstappen   | 79    |
| 7    | Kimi Räikkönen   | 64    |
| =    | Carlos Sainz Jr. | 64    |
| 9    | Sergio Pérez     | 62    |
| 10   | Lando Norris     | 61    |

### Punti per costruttore
| Pos. | Costruttore  | Punti |
| ---- | ------------ | ----- |
| 1    | Red Bull     | 346   |
| 2    | Ferrari      | 320   |
| 3    | Mercedes     | 262   |
| 4    | McLaren      | 197   |
| 5    | Force India  | 56    |
| 6    | Williams     | 42    |
| 7    | Toro Rosso   | 38    |
| =    | Renault      | 38    |
| 9    | Lotus        | 29    |
| 10   | Aston Martin | 16    |

### Punti per motore
| Pos. | Motore    | Punti |
| ---- | --------- | ----- |
| 1    | Mercedes  | 538   |
| 2    | Ferrari   | 341   |
| 3    | Renault   | 302   |
| 4    | Tag Heuer | 70    |
| 5    | RBPT      | 67    |
| 6    | Honda     | 39    |
| 7    | Toyota    | 22    |
| 8    | Cosworth  | 9     |
| 9    | BMW       | 4     |